# برايان وود
برايان وود (بالإنجليزية: Brian Wood)‏ (8 ديسمبر 1940 في المملكة المتحدة - 5 يوليو 2014 في المملكة المتحدة) هو لاعب كرة قدم بريطاني في مركز الدفاع. لعب مع كريستال بالاس وكولتشستر يونايتد ونادي ليتون أورينت ووست بروميتش ألبيون ونادي ووركينغتون.

## وصلات خارجية
- برايان وود على موقع قاعدة بيانات كرة القدم.إي يو (الإنجليزية)